# EthnoFilmfest
Das EthnoFilmfest Berlin ist ein seit 1996 stattfindendes Filmfestival, welches mit jungen Spiel-, Dokumentations-, Kurz-, Animations- und Experimentalfilmen Einblicke in fremde und die deutsche Kultur gibt.
Veranstaltet wird das Filmfest jährlich in der filmbuehne-museum, dem Kino des Ethnologischen Museums Berlin. Im Gegensatz zu reinen Dokumentarfilmfesten bevorzugt das EthnoFilmfest Filme, die von anderen europäischen und außereuropäischen Kulturen berichten und die in den Kulturen selbst entstanden sind.

## Geschichte
Das Festival fand mit einer Ausnahme jährlich seit 1996 statt und zählt mit 70 bis 120 präsentierten Filmen jedes Jahr zu den großen ethnologischen Filmfestivals. Seit 2005 hat sich das Programm des EthnoFilmfests von 10 Tagen Dauer auf 4 verdichtet. Wechselnde Länder- und Themenschwerpunkte gestalten das Hauptprogramm und bieten Einblick in die Vielfalt des internationalen OFF-Kinos. Seit seiner Gründung haben Studierende des Faches Ethnologie an der Organisation und mitgewirkt. Das 10. EthnoFilmfest fand im November 2007 statt.

## Wettbewerb
Seit 1997 verleiht das EthnoFilmfest einen Preis der Jury und einen Publikumspreis. Ziel des Wettbewerbs ist es ausländische Kulturfilme für den europäischen Markt zu erschließen. Zahlreiche junge Filmkünstler, Ethnografen und Regisseure werden dazu eingeladen um in Kontakt mit dem Publikum zu kommen.

## Rahmenprogramm
Das Filmprogramm wird von Ausstellungen, Workshops, Musik- und Tanzperformances begleitet die in direktem Zusammenhang mit den gezeigten Filmen oder den Schwerpunkten stehen.